# نوروود (کلرادو)
نوروود (به انگلیسی: Norwood) شهری در ایالت کلرادو کشور ایالات متحده آمریکا است که جمعیت آن در سرشماری سال ۲۰۱۰ میلادی، ۵۱۸ نفر بوده‌است.